# 交直流電車
交直流電車（こうちょくりゅうでんしゃ）とは、電車のうち、直流電化区間と交流電化区間の双方を走行できる構造を持つものを指す用語である。「交流直流両用電車」「交直両用電車」とも称する。
なお、電気機関車にも同じように「交直流電気機関車」が存在する。電気機関車を参照。

## 概要
鉄道の電化は、地域ごとの事情や電化した事業者によって直流電化されている区間と交流電化されている区間があり、それぞれの方式に対応した車両が必要となる。交直流電車では車両を直流と交流の双方に対応させ、運転士がスイッチを切り替えるだけで直流電化区間と交流電化区間を直通することができる。
電化方式には交流・直流のほか、周波数や電圧も区間により異なることがあり、交直流電車であっても周波数や電圧が対応していない場合は走行できない。直流専用・もしくは交流専用で複数の電圧に対応する電車を複電圧車という。交流専用で複数の周波数に対応する電車もある。

## 交直流電車の構造

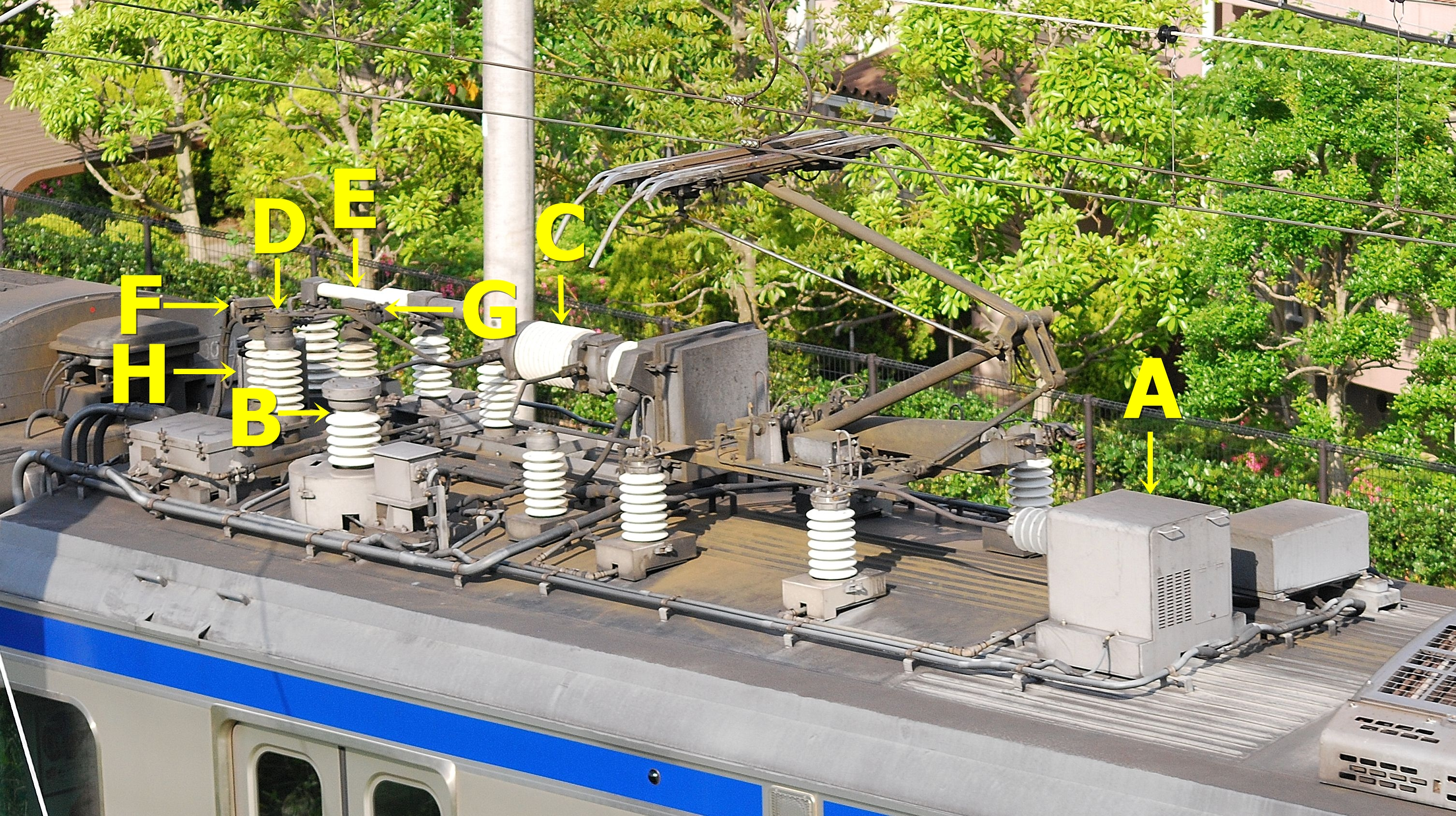
交直両用電車のパンタグラフとその周辺機器類
交流区間では、掛かる電圧が20,000Vと高いため、車体との間の絶縁離隔を大きくしなければならず、パンタグラフを車体に固定するための枠とそこからの配線を支持する絶縁碍子が大きくなる
右側からA計器用変圧器、B交流用避雷器、C交流遮断器（真空遮断器）、D交直切換器の回路切替接片回転部、E交流側回路を保護するためのヒューズ、F交直切換器の直流側接点、G交直切換器の交流側接点、H直流用避雷器。（E531系）

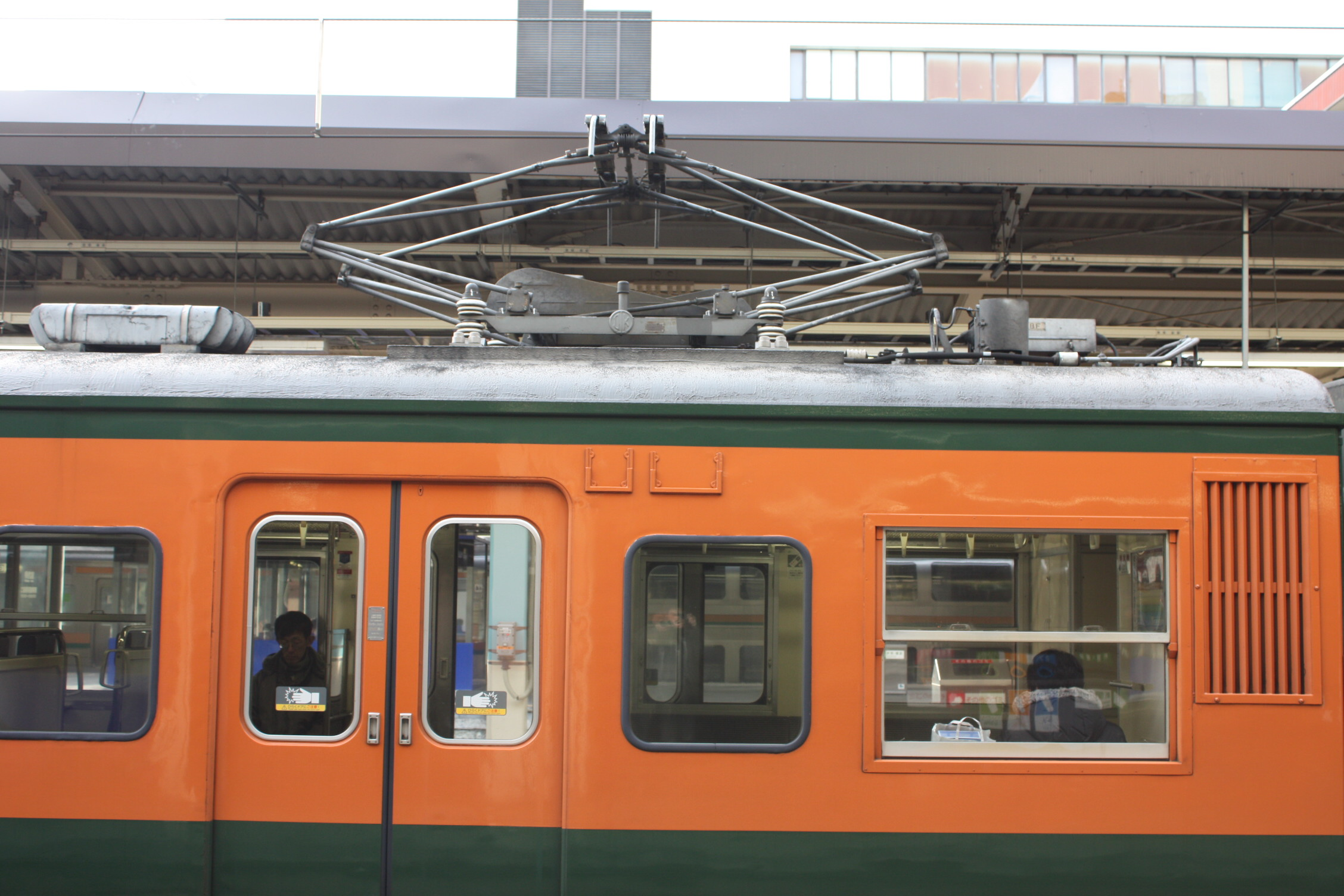
直流専用電車（115系）のパンタグラフのその周り
直流区間では、掛かる電圧が1,500Vと低いため、車体との間の絶縁離隔を小さくでき、パンタグラフを車体に固定するための枠とそこからの配線を支持する絶縁碍子が小さくできる。この写真では、パンタグラフの他に、避雷器、ヒューズボックス、空気配管を屋根上に搭載しているが、交直両用電車と比べすっきりしている。

回路の設計は直流型電車に準じているが、抵抗制御の場合では、屋根上に交直切換器と交流遮断器、床下に交直転換器と変圧器と整流装置を搭載しており、交流電化区間では、交直切換器（変圧器の1次側）と交直転換器（整流器の出力側）が直流側から交流側に切替わり、交流電源を変圧器により降圧し、整流器により直流電源に変換（ブリッジ回路で全波整流）する。直流電化区間では、交直切換器と交直転換器が交流側から直流側に切替わり、変圧器・整流装置を介さず架線からの電源をそのまま用いる。
交流専用車両に見られるタップ制御やサイリスタ位相制御には通常は用いられない。それらは制御の過程が交流と不可分で、交流電化区間でしか使用できないからである。従って制御方式は直流専用車両と同様な方式となる。ほとんどは直並列抵抗制御、界磁添加励磁制御、VVVFインバータ制御のいずれかである。また、VVVFインバータ制御の場合では、整流装置の代わりとしてサイリスタブリッジによるサイリスタ位相制御とするか、または、PWMコンバータ装置を使用して、VVVFインバータ制御装置とともに1つにまとめた主変換装置とし、交直切換器だけで切替を行い、交流区間では架線からの電源が変圧器とサイリスタブリッジまたはPWMコンバータを経てVVVFインバータ制御装置に入り、直流区間では架線からの電源がそのままVVVFインバータ制御装置に入る。
補助回路では、補助回路用の交直切替器・断流器・平滑リアクトルを搭載しており、交流区間では、変圧器の3次巻線から高圧補助整流器箱に納められた補助回路用の整流装置を介して直流電源に変換されて補助電源装置（MG･SIV）に送られるが、直流区間では変圧器と整流装置を介さず架線からの電源がそのまま通される。
交直両用車の性能はインバーター制御車の場合は交流時と直流時でほぼ同等であるが、抵抗制御などの直流電動機使用車の場合 連続定格出力は交流時、直流時でほぼ同等であっても短時間の最高出力は直流時には定格出力の4、5割増しであるが（過負荷耐量として 150 %で1分間）、交流時には定格出力程度であることが多い。これはコスト等の理由から変圧整流機器は定格出力前後程度の物を搭載している事による。一方フランスTGVでは直流時の出力が極端に少ない物がある。これはTGV新線は交流であり、在来線乗り入れ時のための直流では大出力が不要なこと、電流が大きい直流送電の場合は大電力送電が出来ないことによる。
直流型電車を基本にしているため、後述の通り交直流電車の変圧器・整流器を撤去して直流型電車に改造した例もあれば、直流専用電車に変圧器・整流器を付加して交直流電車に改造した例、運用上直流区間への乗り入れが不要になった交直流電車の交直切り換えスイッチを撤去する小改造で事実上の交流区間専用車にした例もある。逆に元々交流専用電車として製造された車両を交直流電車や直流型電車に改造した例は日本では無い。
走行中に交直流の切り替えが正常にできるよう、屋根上に交直切換器・交流遮断器（真空遮断器・空気遮断器・断路器など）を取り付けている。また誤操作により冒進した場合に機器を焼損しないよう交流側にヒューズを、直流側には変流器を取り付けている。また、計器用変圧器、抵抗器箱、直流保護接地装置、直流・交流避雷器などが設置されている関係で、パンタグラフ周りはものものしくなっている。また実際のダイヤで交直流転換が予定されている場合、始発駅停車中に運転士が遮断器が正常に作動するか確認することがある。その際、遮断器から音がしたり、車内の照明が消え、空調設備などが一時的に止まることがある。
日本の交直両用車両では、極端に異なる電源でも同一のパンタグラフを使用していることが特筆される。異なる電源ではそれぞれに設計された集電装置を搭載した方が集電装置や回路の設計上は簡単であるものの、整備、重量の点で難が残る。また日本の交直両用車両が標準的に行う車上切替にも対応しにくい。しかし、日本国外では複数の方式の集電装置を個別に搭載する例は多く見られる。
| 交直流電車の主回路（抵抗制御）のモデル図。1交流遮断器、2交流避雷器、3交直切替器、4変圧器、5直流避雷器、6整流器、7交直転換器、8主開閉器、9断流器、10主抵抗器、11主電動機。  |  | PWNコンバータ+VVVFインバータによる主変換装置での交直流電車の主回路のモデル図。1交流遮断器、2交流避雷器、3交直切替器、4変圧器、5直流避雷器、6主開閉器、7断流器、8PWMコンバータ、9VVVFインバータ、10主電動機、11接地スイッチ、12主変換装置、13コンデンサー。  |
| 交直流電車の主回路（抵抗制御）のモデル図。 1交流遮断器、2交流避雷器、3交直切替器、4変圧器、5直流避雷器、6整流器、7交直転換器、8主開閉器、9断流器、10主抵抗器、11主電動機。 |  | PWNコンバータ+VVVFインバータによる主変換装置での交直流電車の主回路のモデル図。 1交流遮断器、2交流避雷器、3交直切替器、4変圧器、5直流避雷器、6主開閉器、7断流器、8PWMコンバータ、9VVVFインバータ、10主電動機、11接地スイッチ、12主変換装置、13コンデンサー。 |

## 日本における実例
2024年3月現在の日本では、東日本旅客鉄道（JR東日本）・西日本旅客鉄道（JR西日本）・九州旅客鉄道（JR九州）・首都圏新都市鉄道・IRいしかわ鉄道・あいの風とやま鉄道・えちごトキめき鉄道・ハピラインふくいの各社が保有している。
交直流電車は直流電動機を用いると前述の通り構造が複雑となるため、直流型電車と比べてのみならず交流専用の電車と比べても、車両製造コストが高額となった。1990年代中期以降は交流電車・交直流電車とも同じVVVFインバータ制御を採用するようになったため、両車のコスト差は交直切替機器程度である。
日本国有鉄道（国鉄）時代は、交流区間でのみの運用であっても北海道を除いて交直流両用の車両を製造することが多かった。交流区間のみを走る運用が少なく、わざわざ開発費をかけて少ない台数の交流専用車を作るメリットは少ないとされた。製造されるようになった後も技術的な理由で一時製造が見合わせられたこと、全国的な車両の配置転換があったこと等が大きいが、結果的に機器コストのかかる交直流型車両を大量に造らざるを得ず、交流電化のメリットも生かしにくかった。
国鉄分割民営化後は、JRグループ各社で運用が局地化し、全国的な配置転換もなくなったため、北海道旅客鉄道（JR北海道）やJR九州は専ら交流電車を導入し、交直流電車は常磐線や日本海縦貫線、関門トンネルなど、交流と直流区間をまたがって運用される区間のみで導入するのが一般的になり、運用区間も縮小され、数を減らしつつある。特に3電源(直流1500V、交流20000V 50Hz/同 60Hz)対応の一般旅客輸送用電車に至ってはE653系の72両しか存在せず、しかも通常は交流60Hz区間は入線しない。なお、コスト面などから、日本海縦貫線の一部である羽越本線やえちごトキめき鉄道日本海ひすいラインのように交流区間と直流区間をまたがる列車に気動車を使用する例もある。また、運行区間が直流区間のみとなったため、交流対応の機器を撤去や使用停止にして、直流専用に改造されたものも（その逆のパターンのものも同様に）ある。
路線自体の電気方式を直流から交流、もしくは交流から直流に切り替え、交直流電車を不要とした（もしくは必要数を減らした）区間もある。また、直流・交流の特急形車両で見られる車体傾斜式車両は試作の591系しか存在しておらず、営業用では存在していない。

### 交直流電車の形式
国鉄・JRの交直流電車は、形式番号（3ケタの場合）の百位が4・5・6のいずれかで表される。規定上は4 - 8のいずれかだが、慣例的に7・8は交流専用電車用とされている。なお、JR西日本では2005年（平成17年）度以降に新製された電車の車両形式区分の百位の数字「4 - 7」を交直流電車用とし、「1 - 3・8」を直流専用電車用としている。
括弧内は対応している交流電源周波数を示す。特記事項のない場合はすべて電圧は20000V。

#### 日本国有鉄道・JR
*:既に全車廃車され、形式消滅している。
**:473系は413系に改造され、形式消滅。
***:E493系の対応交流電源周波数は公表されていない。
- 特急形電車
  - 国鉄581系電車 (60Hz)*
  - 国鉄583系電車 (50/60Hz)
  - 国鉄481系電車 (60Hz)*
  - 国鉄483系電車 (50Hz)*
  - 国鉄485系電車 (50/60Hz)*
  - 国鉄489系電車 (50/60Hz)*
  - JR東日本651系電車 (50Hz)
  - JR東日本E653系電車 (50/60Hz)
  - JR東日本E655系電車 (50/60Hz）
  - JR東日本E657系電車 (50Hz)
  - JR西日本681系電車 (60Hz)
  - JR西日本683系電車 (60Hz)
- 急行形電車
  - 国鉄451系電車 (50Hz)*
  - 国鉄471系電車 (60Hz)*
  - 国鉄453系電車 (50Hz)*
  - 国鉄473系電車 (60Hz)**
  - 国鉄455系電車 (50Hz)*
  - 国鉄475系電車 (60Hz)
  - 国鉄457系電車 (50/60Hz)*
- 近郊形電車
  - 新規設計製造
    - 国鉄401・403系電車 (50Hz)*[注 13]
    - 国鉄421・423系電車 (60Hz)*
    - 国鉄411系電車 (50Hz)*
    - 国鉄415系電車 (50/60Hz[注 14][注 15])
    - 国鉄417系電車 (50/60Hz)*
    - JR西日本521系電車 (60Hz)

  - 改造車
    - 国鉄413系電車 (60Hz)
    - 国鉄419系電車 (50/60Hz)*
- 一般形電車[注 16]
  - JR東日本E531系電車 (50Hz)
- 通勤形電車
  - JR東日本E501系電車 (50Hz)
- 事業用車両
  - 国鉄441系電車 (50Hz（クモヤ440形）、50/60Hz（クモヤ441形）)*
  - 国鉄443系電車 (50/60Hz)
  - 国鉄495系電車 (50/60Hz)*
  - 鉄道総研クヤ497形電車 (50/60Hz)*
  - JR東日本E491系電車 (50/60Hz)
  - JR東日本E493系電車 ***
- 試作車
  - 国鉄491系電車 (50Hz)*[注 17]
  - 国鉄493系電車 (50/60Hz)*
  - 国鉄591系電車 (50/60Hz)*
  - JR東日本E991系電車
- その他
  - 新規設計製造
    - JR東日本E001形電車（50/60Hzの他に、海峡線での新幹線との共用区間を走行するため25kV/50Hzにも対応)

#### 私鉄・第3セクター鉄道
- 北越急行681系電車 (60Hz): JR西日本に譲渡
- 北越急行683系電車 (60Hz): JR西日本に譲渡
- 首都圏新都市鉄道TX-2000系電車 (50Hz)
- 首都圏新都市鉄道TX-3000系電車 (50Hz)
- 阿武隈急行A417系電車 (50/60Hz): JR東日本から譲受。
- IRいしかわ鉄道521系電車 (60Hz): JR西日本から譲受、ただし100番台は自社製造。
- あいの風とやま鉄道521系電車 (60Hz): JR西日本から譲受、ただし1000番台は自社製造。
- あいの風とやま鉄道413系電車 (60Hz): JR西日本から譲受。
- えちごトキめき鉄道413系電車 (60Hz)…JR西日本から譲受。制御車の片側は455系。

### 電源方式を改造した例
- 直流電車を交直流電車へ改造した例
JR西日本所属分415系電車 (50/60Hz)
113系電車からの改造。七尾線直流電化の際必要となる交直流電車調達のため、後述する直流区間のみで使用されていた485系の交流用機器を移設したもの。

- 交直流電車を直流電車へ改造した例
JR西日本所属分183系電車（700/800番台）
485系電車を改造。取り外した交流機器は上記の415系（800番台）に転用。このため、485系とは直流区間に限り併結運転が可能。
国鉄193系電車（50番台）
495系電車を改造。
JR西日本289系電車
683系2000番台を改造。実態は交流用機器の使用停止措置を行った車両が大半で、機器撤去は一部の編成のみの施工に留まる。一部編成は使用停止を解除し、683系に復帰。

- 交直流電車を交流電車へ改造した例
国鉄715系電車
419系電車と同じ手法で581系電車を近郊形に改造したものが0番台 (60Hz)、583系を改造したものが1000番台 (50/60Hz)。運転区間が交流区間に限られるため、交直切り替えをなくしたもので、機構的には交直両用車のままである。
国鉄717系電車
419系電車と同じ手法で451・453系電車を近郊形に改造したものが0・100番台 (50Hz)、471・473・475系を改造したものが200番台 (60Hz)、457系を改造したものが900番台 (50/60Hz)。運転区間が交流区間に限られるため、交直切り替えをなくしたもので、機構的には交直両用車のままである。

この他、形式の変更を伴わず交直切替回路を使用停止にし、事実上交流（直流）専用となった車両（前者ではJR九州所属分475系、485系電車、JR東日本所属417系、455系、E501系電車、後者ではJR西日本所属分183系電車（200番台）、JR東日本651系電車（1000番台）など、電気機関車を含めれば門司機関区所属EF81形）もある。
交流電車を交直流電車に改造した例はない。

## 日本国外の例

欧州各国の電化方式分布（※ただし図ではチェコが交流25,000Vになっているが、直流3,000Vが主流である）
直流750V
直流1,500V
直流3,000V
交流15,000V
交流25,000V 50Hz
非電化

日本国外では、国によって、あるいは同じ国でも地域や路線によって電化方式が異なることがある。例えば、ヨーロッパ諸国ではかねてより多数の国際列車が運行されていたが、機関車牽引の客車列車が中心だったため、交直両用機関車が各国で製造された。国境付近での異電化区間直通列車には、依然客車や気動車が充当されることが多いが、1990年代以降は高速鉄道網の発達もあり、交直両用電車が製造されることがある。また、ヨーロッパ各都市で導入されているトラムトレインに充当されている車両も、路面区間と一般の鉄道路線を直通するために交直両用電車が導入される場合がある。

### 国際列車を含む長距離列車用
- ドイツ鉄道 ICE 3M/3MF 406形電車
  - ドイツでは、ドイツ鉄道 (DB) の架空電車線方式路線は交流電化だが、隣国のベルギー・オランダの在来線は直流電化であるため、これらの国への直通運転に充当される。ベルギーやフランスの高速新線も走行するため、4電源対応（同型であるオランダ鉄道4650形も同様）である。
- フランス国鉄 TGV Sud-Est
- フランス国鉄 TGV Atlantique
- フランス国鉄 TGV Duplex
- フランス国鉄 フランス国鉄TGV Duplex Dasye
- フランス国鉄 TGV postal
  - 2電源対応の交直両用電車。フランスでは、パリ以南のフランス国鉄 (SNCF) 在来線は直流電化が多いが、後に電化されたパリ以北・国内東部・ブルターニュ地域圏、プロヴァンス＝アルプ＝コート・ダジュール地域圏のマルセイユ以東、ローヌ＝アルプ地域圏の一部と、TGV用の高速新線LGVは交流電化となっている。Sud-Est編成の一部はスイス連邦鉄道に直通可能とするため3電源対応である。
- フランス国鉄 TGV Réseau
- フランス国鉄 TGV Réseau Duplex
  - Réseau編成のうち、編成番号500番台は2電源対応であるが、編成番号4500番台は直流電化のベルギー在来線やイタリア在来線へ直通可能とするため、3電源対応である。Réseau Duplex編成はRéseau編成として新製された動力車とダブルデッカー客車で組成されているが、2電源対応と3電源対応の双方が存在する。
- フランス国鉄 TGV POS
  - ドイツ・スイスへ直通可能とするため、3電源対応。
- タリス PBA
  - フランスから直流電化のベルギー・オランダ在来線、またはベルギー・オランダからパリ以南へ直通可能とするため、3電源対応。
- タリス PBKA
  - ベルギー・オランダに加えドイツへも直通可能とするため、4電源対応。
- イギリス国鉄373形電車（ユーロスター）
  - イギリスではロンドン南部の在来線が第三軌条方式直流電化だが、北部在来線と高速新線は架空電車線方式交流電化となっている。運行開始当初はイギリス国内の高速新線が未開業であったことと、ベルギーへ直通するため、3電源対応の交直両用電車となっている。一部編成はパリ以南の在来線へ直通可能とするため、4電源対応である。
- カレリアントレインズSm6電車
- スイス連邦鉄道 RAe TEEII形電車
  - フランス・イタリア・ドイツ・ルクセンブルクへ直通するTEEに充当するため、4電源対応の交直両用電車となっていた。
- イタリア国鉄・スイス連邦鉄道ETR470電車
- イタリア国鉄・スイス連邦鉄道ETR610電車、RABe503電車
  - ドイツ・スイス・イタリアの三国を直通運転するため2電源対応となっている。
- イタリア国鉄ETR480電車
- イタリア国鉄ETR500電車
- イタリア国鉄ETR485電車
- イタリア国鉄ETR400電車
  - イタリアでは、在来線とTAVのうちフィレンツェ＝ローマ高速鉄道線は直流電化である。しかしその後開業したTAVが交流電化であることと、既存のTAVも高速化のため交流電化に切り替える予定があることから、ユーロスター・イタリアの車両はETR480とETR500の初期に製造された直流専用のものを除き、2電源対応である。直流専用のETR480の一部は、交流25,000V 50Hz対応に改造されETR485となった。またETR500のうち、フランス・リヨン直通に使用されていた一部編成は、直流1,500V区間も走行可能な3電源対応である。
- レンフェ100系 (S100)
- レンフェ101系 (S101)
  - スペイン・レンフェ (Renfe) の高速新線 (AVE) は標準軌で交流電化、在来線は広軌で直流電化となっている。S100電車は高速新線のみを、S101電車は在来線のみを走行するがともに交直両用電車である。
- レンフェ120系電車 (Alvia S120)
- レンフェ130系 (Talgo250 S130)
  - 高速新線と在来線を直通運転するため、2電源対応の交直両用軌間可変電車となっている。
- チェコ鉄道680系電車
  - チェコは直流電化が主流だが、交流電化区間であるオーストリアやスロバキアへ直通するため、3電源対応の交直両用電車となっている。

### 都市周辺の異電化区間直通用
- フランス国鉄Z8100形電車
- フランス国鉄Z8400形電車
- フランス国鉄Z1500形電車
- フランス国鉄Z8800形電車
- フランス国鉄Z20500形電車
- フランス国鉄Z20900形電車
- フランス国鉄Z92050形電車
- フランス国鉄Z22500形電車

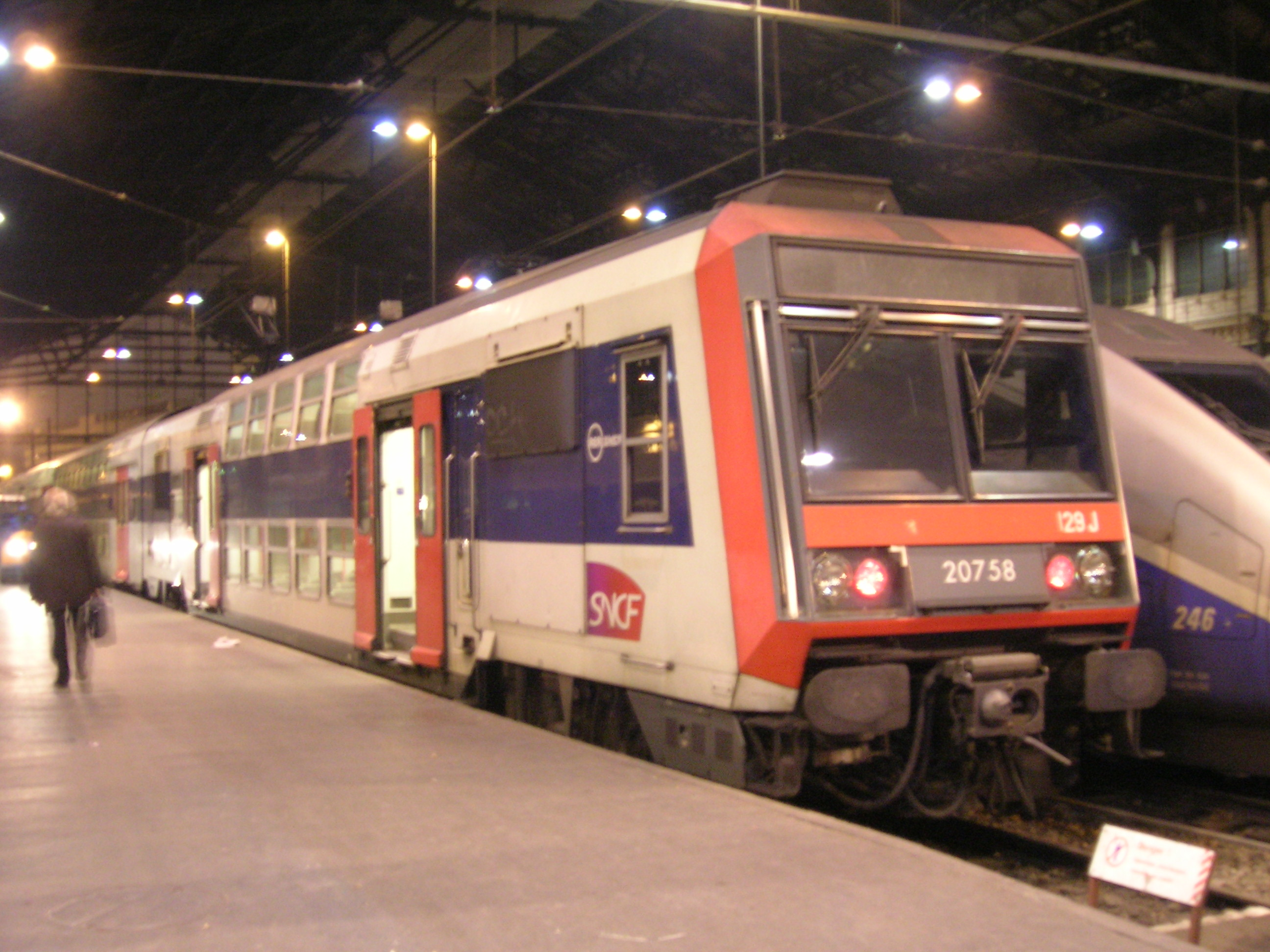
Z20500形電車（2005年12月、SNCFパリ・リヨン駅）

  - パリは南北で電化方式が異なるため、パリ南北を直通するRERに運用される車両は2電源対応となっている。

- フランス国鉄Z9500形電車
- フランス国鉄Z9600形電車
- フランス国鉄Z21500形電車
- フランス国鉄Z23500形電車
- フランス国鉄Z24500形電車
- フランス国鉄Z26500形電車
- フランス国鉄Z27500形電車
- フランス国鉄B82500形電車

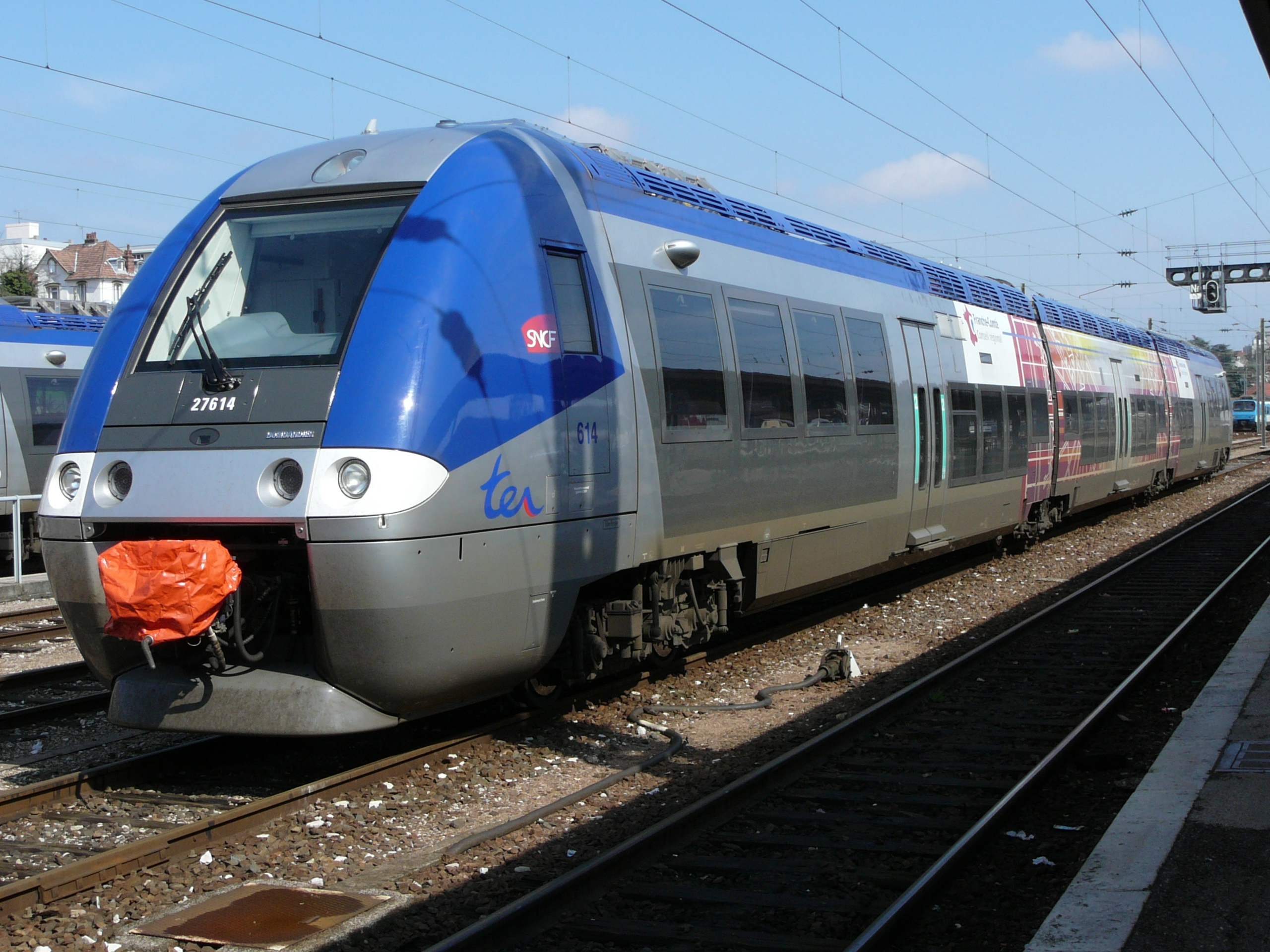
Z27500形電車（2007年3月、ブザンソン駅）

  - 地方都市周辺の異電化区間直通用で、2電源対応である。Z24500形と同型のルクセンブルク国鉄 (CFL) 2200形電車も2電源対応。B82500形は、Z27500形とほぼ同様の車体・機能を持ちながら発電用ディーゼルエンジンを搭載し、非電化区間も走行可能である。

- イギリス国鉄313形電車
- イギリス国鉄319形電車

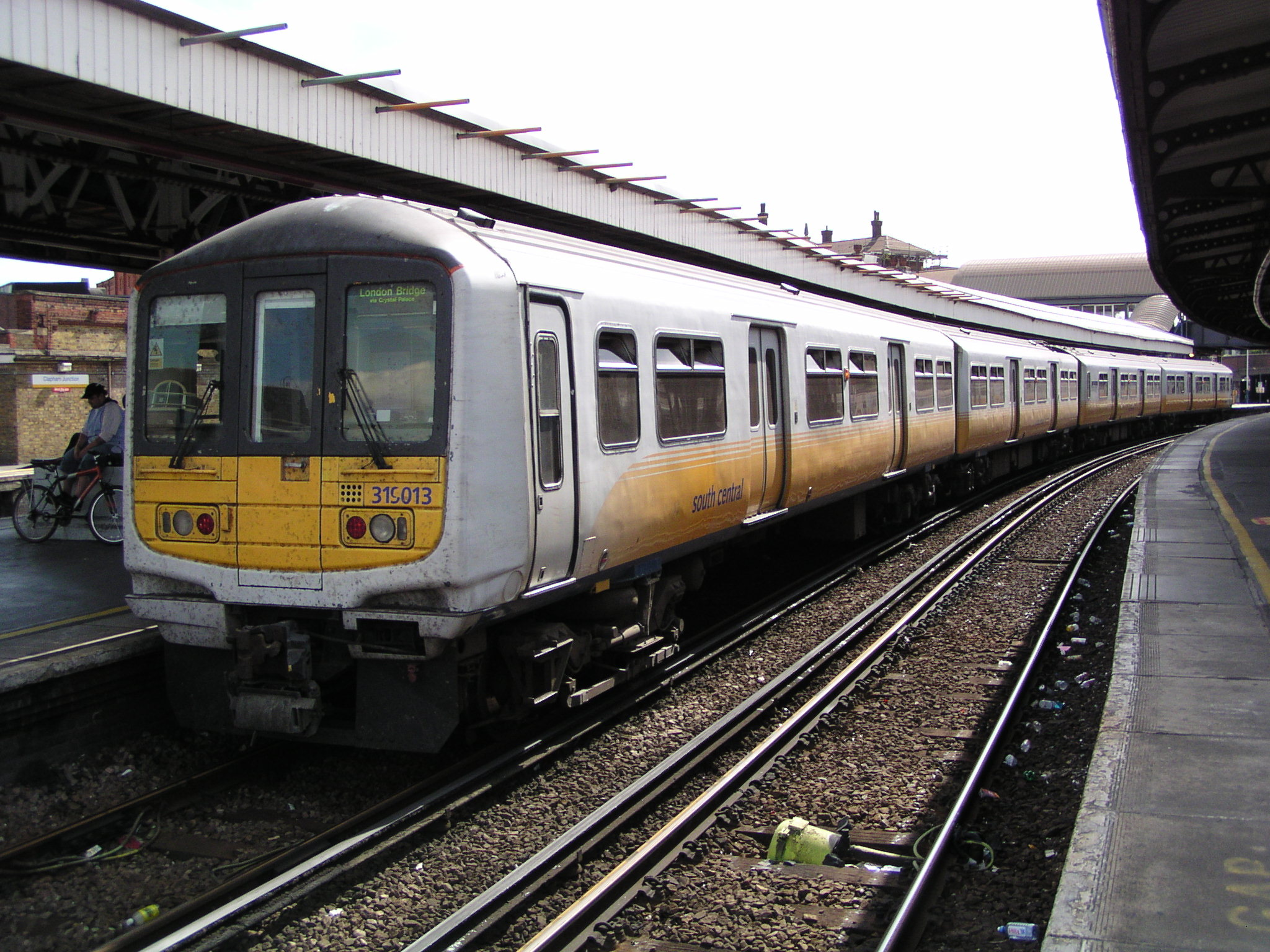
319形電車（2003年8月、クラパムジャンクション駅）

  - テムズリンク系統の車両で、電化方式の異なるロンドン南北を直通するため、第三軌条直流750Vと架空線交流25,000V 50Hzに対応。
- イギリス国鉄365形電車
- イギリス鉄道375形電車（375/6形）
- イギリス鉄道377形電車（377/2形）
- イギリス鉄道378形電車
- イギリス鉄道395形電車
  - 電化方式の異なる路線を直通するため、第三軌条直流750Vと架空線交流25,000V 50Hzに対応。
- イギリス鉄道700形電車

- ベルギー国鉄 AM96形電車
  - 第441 - 490編成の50本は交流電化のルクセンブルクやフランスへ直通するため、2電源対応である。

- ドイツ鉄道474.3形電車
  - ハンブルクのS-Bahn用。300番台編成は、第三軌条直流1,200Vに加え、架空線交流15,000V 16 2/3Hz[要出典]にも対応する。

- スイス連邦鉄道RABe524形電車
  - シュタッドラー社のFLIRTシリーズ。ティチーノ・ロンバルディア地方においてスイス・イタリア間の国境区間を直通運転可能とするため、交流15,000V 16 2/3Hz[要出典]と直流3,000Vに対応する。
- レーティッシュ鉄道ABe8/12形電車
  - シュタッドラー社製で、交流11,000V 16 2/3Hz[要出典]に加えベルニナ線の直流1,000Vにも対応する。2009年から運行を開始している。

- リンツ地方鉄道 (Linzer Lokalbahn) ET22形電車
  - 151 - 158の8両は、交流15,000V16 2/3Hz[要出典]と直流750Vに対応。

- リンツ地方鉄道ET24形電車104
- リンツ地方鉄道ET25形電車103
  - 直流800Vと交流15,000V 16 2/3Hz[要出典]の2電源対応。ET25形と同型のオーストリア連邦鉄道4855形も同様。

- レンフェS140電車
  - 高速新線と在来線を走行する軌間可変のレヒオナル用電車。

- ポルトガル鉄道 (CP) 3400形電車
  - シーメンス・ボンバルディア社のViriatusシリーズ。交流25,000V 50Hzに加え直流1,500Vにも対応。ステップの使用は交流区間のみ。

- 韓国鉄道1000系電車
- 韓国鉄道5000系電車
- ソウル特別市地下鉄公社1000系電車
- ソウル特別市地下鉄公社旧1000系電車
  - 大韓民国の首都圏電鉄用車両。韓国鉄道公社 (KORAIL) は交流25,000V 60Hz、ソウル交通公社（旧：ソウル特別市地下鉄公社→ソウルメトロ）は直流1,500Vと電化方式が異なり、ソウル交通公社1号線と京釜線、京元線、京仁線で運用されるため2電源対応。
- 韓国鉄道2000系電車（4号線運用車のみ）
- ソウル特別市地下鉄公社4000系電車
- 重慶軌道交通CCD5051形電車

### トラムトレイン

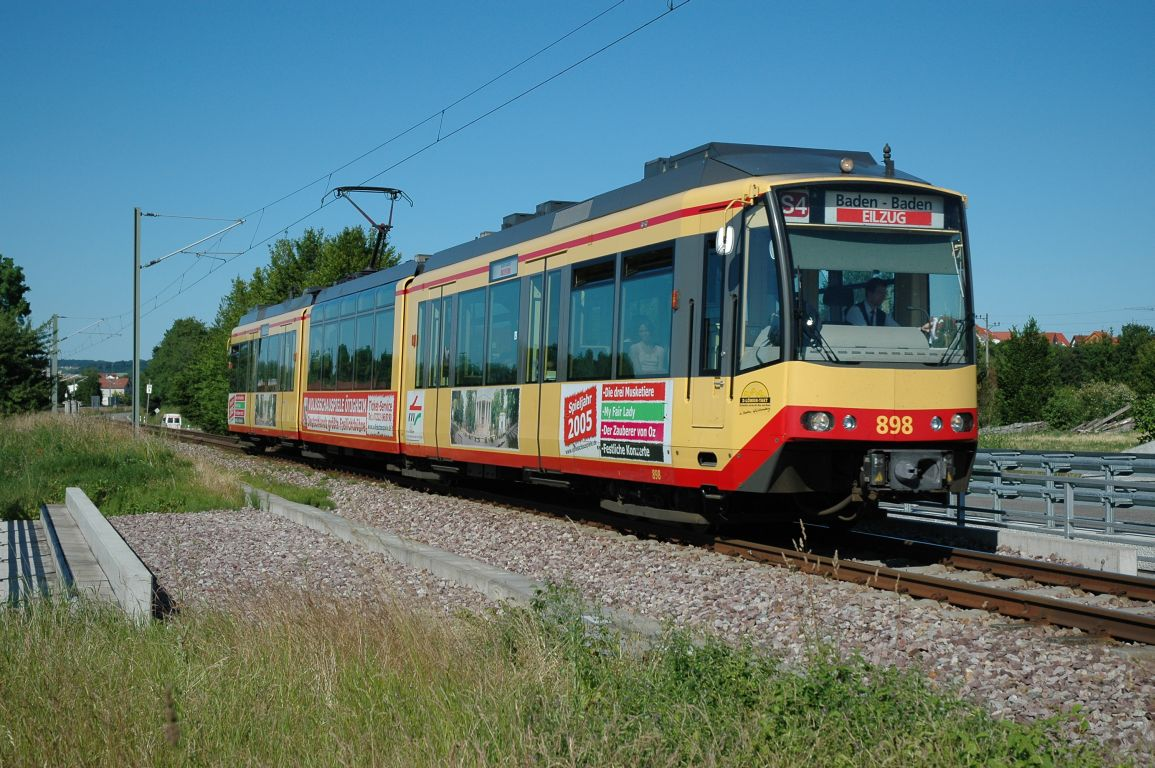
GT 8-100D/2S-M形電車（2005年6月）

- デュワーグ (DUEWAG) GT 8-100C/2S形電車
- デュワーグGT 8-100D/2S-M形電車
  - ドイツ・カールスルーエのLRTで、8軸3車体連節車。ドイツ鉄道へ乗り入れるため、直流750Vと交流15,000V16 2/3Hz[要出典]の2電源に対応する。VBK (Verkehrsbetriebe Karlsruhe GmbH) では、801形・821形・837形を保有する。ドイツ鉄道 (DB Regio) も同型の450形を保有する。
- ザールバーン (Saarbahn) 1000形電車
  - ザールブリュッケンのLRTで、2電源対応の8軸3車体連節車。乗り入れ先のドイツ鉄道も同型の451形電車を保有。
- RBK (Regionalbahn Kassel GmbH) 701形電車
  - カッセルのLRTで、直流600Vと交流15,000V16 2/3Hz[要出典]の2電源に対応した8軸3車体連節車。乗り入れ先のドイツ鉄道も、同型の452形電車を保有。
- フランス国鉄 U25500形電車
  - パリ郊外のT4線用のLRT。既開業区間は、SNCF線からの引継ぎ路線であり全線交流電化であるが、将来の路面区間走行を考慮して2電源対応の交直両用となっている。

## ギャラリー

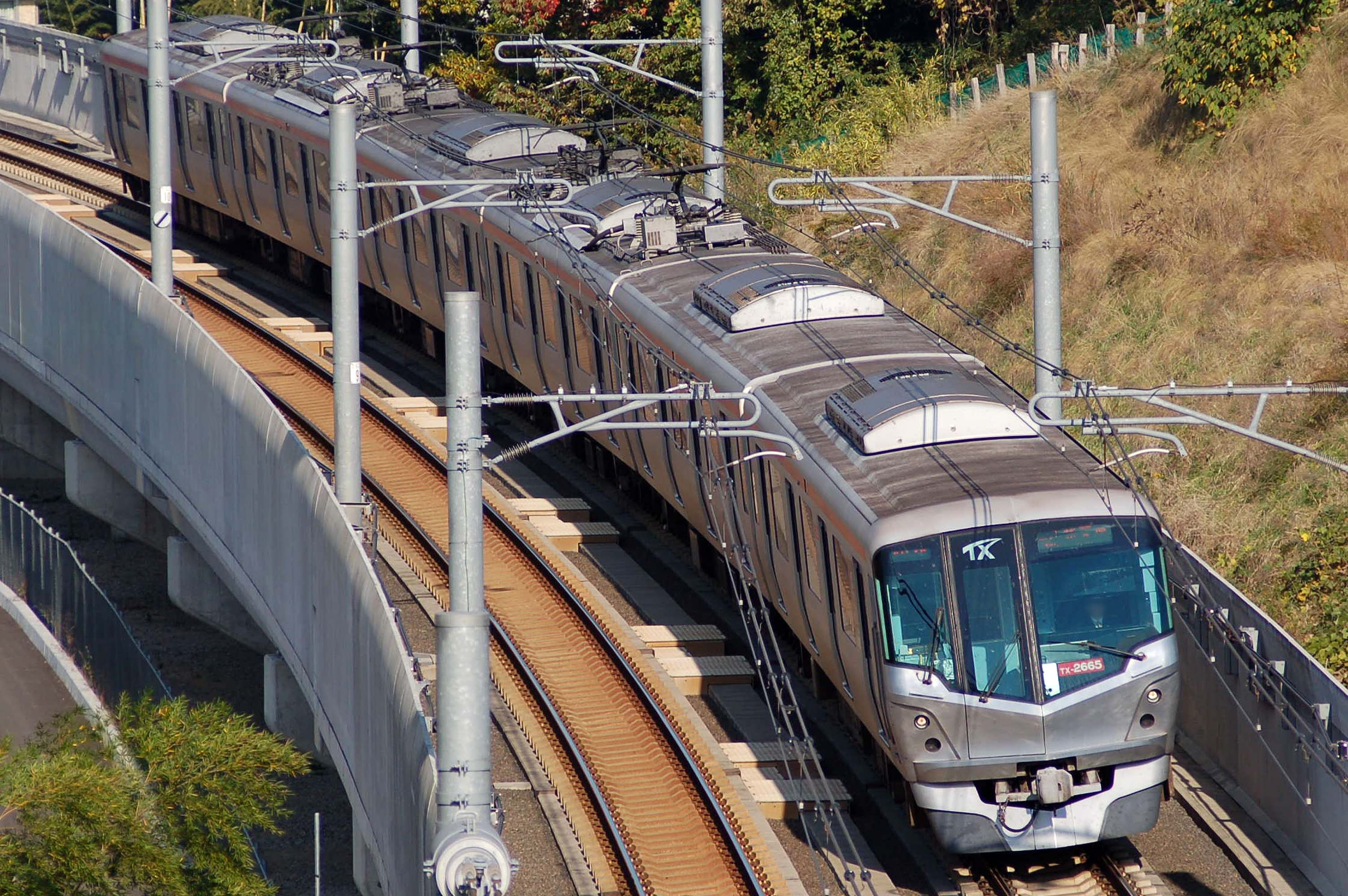
前から3両目に交直両用パンタグラフを備えたTX-2000系
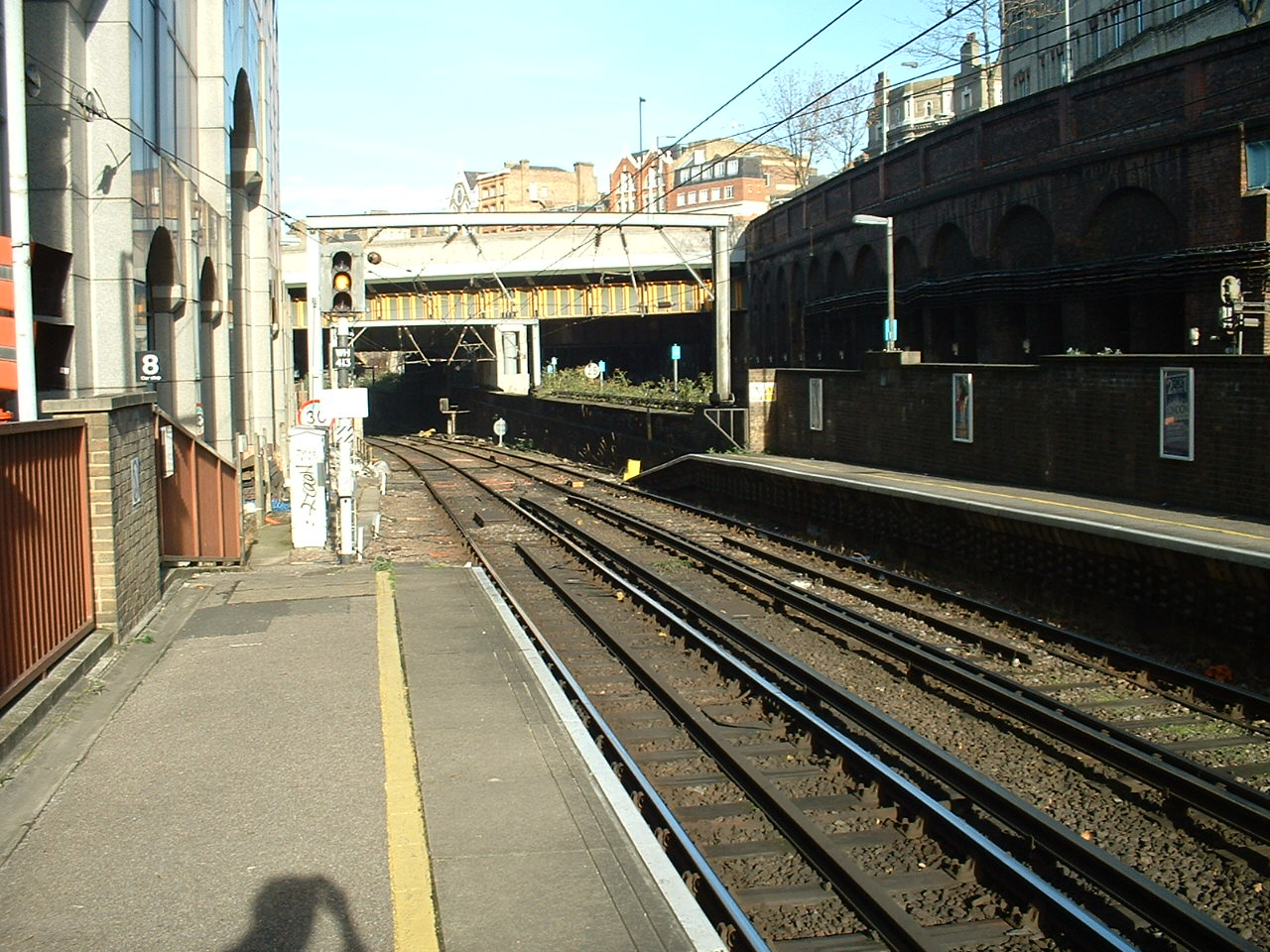
第三軌条（直流）と架線（交流）の両方があるロンドン・ファリンドン駅。ここで切り替えを行う。